# Catu
Catu là một đô thị thuộc bang Bahia, Brasil. Đô thị này có diện tích 439,573 km², dân số năm 2007 là 47271 người, mật độ 107,54 người/km².